# Northern Star Award

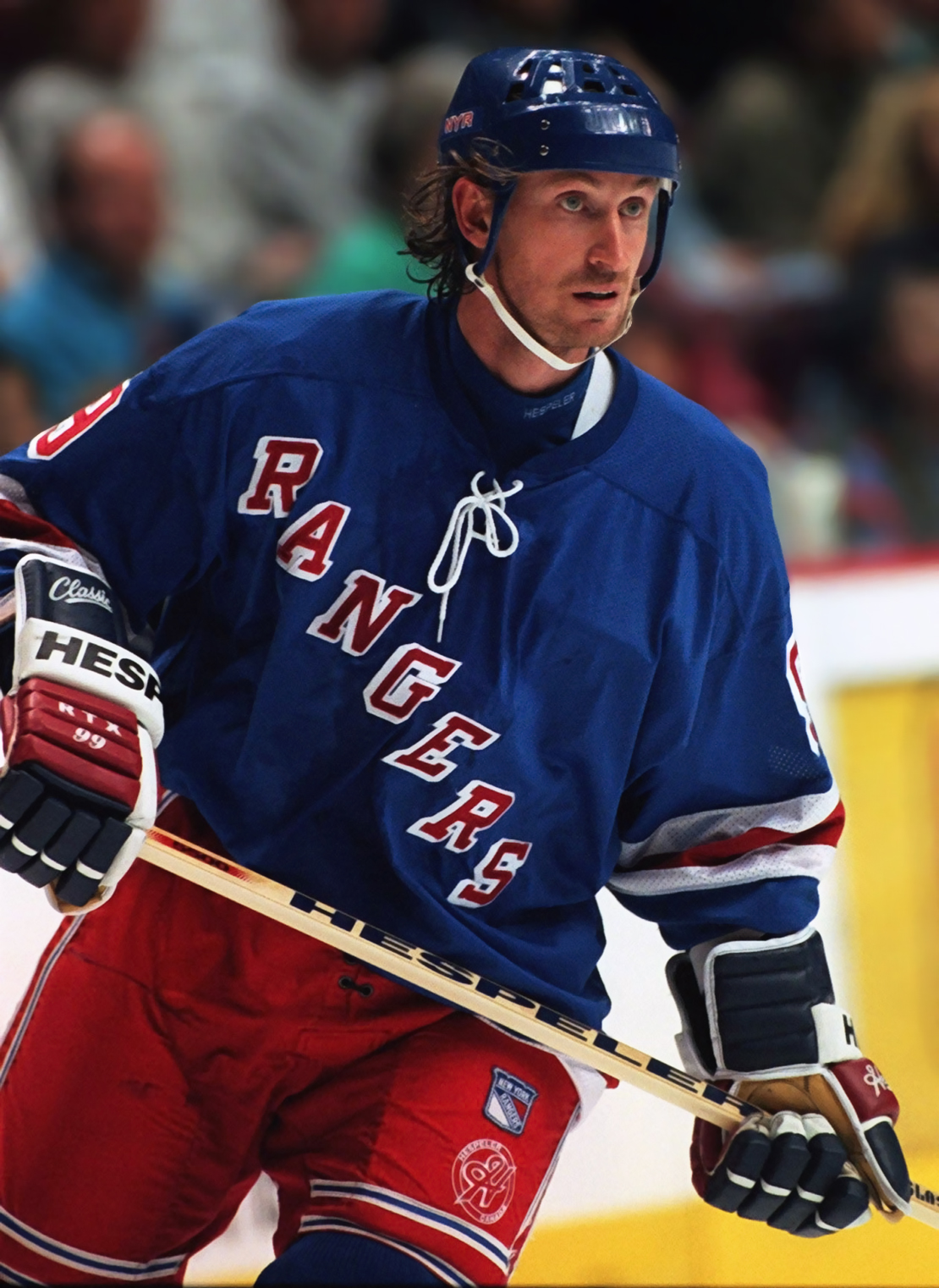
Il giocatore di hockey su ghiaccio Wayne Gretzky ha vinto quattro Lou Marsh Trophy, il massimo per qualsiasi atleta

Il Premio Stella del Nord (Northern Star Award), conosciuto prima del 2022 come Trofeo Lou Marsh (Lou Marsh Trophy) o Premio Lou Marsh (Lou Marsh Award), è un premio assegnato annualmente da una giuria di giornalisti al miglior sportivo dell'anno del Canada. Il premio fu istituito nel 1936 dal quotidiano Toronto Star e intitolato alla memoria di un redattore sportivo. La votazione avviene ogni anno nel mese di dicembre.
Il 16 novembre 2022, è stato annunciato che il premio sarebbe stato ribattezzato da Lou Marsh Award a Northern Star Award dopo che erano state sollevate preoccupazioni sull'uso di termini razzisti da parte di Marsh durante la sua carriera giornalistica.

## I vincitori
Lo sportivo più premiato finora è il campione di hockey su ghiaccio Wayne Gretzky, che nel corso degli anni 1980 ha ricevuto il trofeo quattro volte (1982, 1983, 1985, 1989). Dopo di lui, a quota tre Barbara Ann Scott, campionessa olimpica e mondiale di pattinaggio artistico su ghiaccio negli anni 1940. Dagli anni 1990 in poi l'unico a ricevere il trofeo più di una volta è stato il pilota di Formula 1 Jacques Villeneuve (1995 e 1997).
Nel 1980 il trofeo Lou Marsh non venne assegnato ad un agonista, bensì a Terry Fox, un ragazzo di ventidue anni che quell'anno aveva intrapreso una marcia attraverso l'intero paese per raccogliere fondi per la ricerca contro il cancro. Terry Fox aveva una protesi al posto della gamba destra, amputata tre anni prima a causa di un tumore. Con la sua Maratona della speranza era partito per attraversare il Canada dall'Atlantico al Pacifico, ma fu costretto ad interrompere la sua marcia in Ontario per il reinsorgere del cancro.
Le discipline sportive più premiate sono l'hockey su ghiaccio e il pattinaggio artistico su ghiaccio, che sono tradizionalmente gli sport di punta in Canada. Fino al 2023 compreso, il premio è stato assegnato 14 volte ad esponenti dell'hockey, 9 volte al pattinaggio artistico su ghiaccio e 8 volte ciascuno al nuoto e all'atletica leggera. I premi di nuoto non includono un premio assegnato a un nuotatore sincronizzato.

## Elenco dei vincitori
- 1936 - Phil Edwards, atletica leggera
- 1937 - W. Marshall Cleland, sport equestri
- 1938 - Bob Pearce, canottaggio
- 1939 - Bob Pirie, nuoto
- 1940 - Gérard Côté, maratona
- 1941 - Theo Dubois, canottaggio
- 1945 - Barbara Ann Scott, pattinaggio artistico su ghiaccio
- 1946 - Joe Krol, football canadese
- 1947 - Barbara Ann Scott, pattinaggio artistico
- 1948 - Barbara Ann Scott, pattinaggio artistico
- 1949 - Cliff Lumsden, nuoto
- 1950 - Bob McFarlane, football canadese, atletica leggera
- 1951 - Marlene Streit, golf
- 1952 - George Genereux, tiro al bersaglio
- 1953 - Doug Hepburn, sollevamento pesi
- 1954 - Marilyn Bell, nuoto
- 1955 - Beth Whittall, nuoto
- 1956 - Marlene Streit, golf
- 1957 - Maurice Richard, hockey su ghiaccio
- 1958 - Lucille Wheeler, sci alpino
- 1959 - Barbara Wagner e Bob Paul, pattinaggio artistico
- 1960 - Anne Heggtveit, sci alpino
- 1961 - Bruce Kidd, atletica leggera
- 1962 - Don Jackson, pattinaggio artistico
- 1963 - Bill Crothers, atletica leggera
- 1964 - George Hungerford, canottaggio
- 1964 - Roger Jackson, canottaggio
- 1965 - Petra Burka, pattinaggio artistico
- 1966 - Elaine Tanner, nuoto
- 1967 - Nancy Greene, sci alpino
- 1968 - Nancy Greene, sci alpino
- 1969 - Russ Jackson, football canadese
- 1970 - Bobby Orr, hockey su ghiaccio
- 1971 - Hervé Filion, sport equestri
- 1972 - Phil Esposito, hockey su ghiaccio
- 1973 - Sandy Hawley, sport equestri
- 1974 - Ferguson Jenkins, baseball
- 1975 - Bobby Clarke, hockey su ghiaccio
- 1976 - Sandy Hawley, sport equestri
- 1977 - Guy Lafleur, hockey su ghiaccio
- 1978 - Graham Smith, nuoto
- 1978 - Ken Read, sci alpino
- 1979 - Sandra Post, golf
- 1980 - Terry Fox, maratona della speranza
- 1981 - Susan Nattrass, tiro al bersaglio
- 1982 - Wayne Gretzky, hockey su ghiaccio
- 1983 - Wayne Gretzky, hockey su ghiaccio
- 1984 - Gaétan Boucher, pattinaggio di velocità
- 1985 - Wayne Gretzky, hockey su ghiaccio
- 1986 - Ben Johnson, atletica leggera
- 1987 - Ben Johnson, atletica leggera
- 1988 - Carolyn Waldo, nuoto sincronizzato
- 1989 - Wayne Gretzky, hockey su ghiaccio
- 1990 - Kurt Browning, pattinaggio artistico
- 1991 - Silken Laumann, canottaggio
- 1992 - Mark Tewksbury, nuoto
- 1993 - Mario Lemieux, hockey su ghiaccio
- 1994 - Myriam Bédard, biathlon
- 1995 - Jacques Villeneuve, automobilismo
- 1996 - Donovan Bailey, atletica leggera
- 1997 - Jacques Villeneuve, automobilismo
- 1998 - Larry Walker, baseball
- 1999 - Caroline Brunet, kayak
- 2000 - Daniel Igali, lotta
- 2001 - Jamie Salé e David Pelletier, pattinaggio artistico
- 2002 - Catriona Le May Doan, pattinaggio di velocità
- 2003 - Mike Weir, golf
- 2004 - Adam van Koeverden, kayak
- 2005 - Steve Nash, pallacanestro
- 2006 - Cindy Klassen, pattinaggio di velocità
- 2007 - Sidney Crosby, hockey su ghiaccio
- 2008 - Chantal Petitclerc, atletica leggera paralimpica, corsa su carrozzella
- 2009 - Sidney Crosby, hockey su ghiaccio
- 2010 - Joey Votto, baseball
- 2011 - Patrick Chan, pattinaggio artistico su ghiaccio
- 2012 - Christine Sinclair, calcio
- 2013 - Jon Cornish, football canadese
- 2014 - Kaillie Humphries, bob
- 2015 - Carey Price, hockey su ghiaccio
- 2016 - Penny Oleksiak, nuoto
- 2017 - Joey Votto, baseball
- 2018 - Mikaël Kingsbury, sci freestyle
- 2019 - Bianca Andreescu, tennis
- 2020 - Alphonso Davies, calcio e Laurent Duvernay-Tardif, football americano
- 2021 - Damian Warner, atletica leggera
- 2022 - Marie-Philip Poulin, hockey su ghiaccio
- 2023 - Shai Gilgeous-Alexander, pallacanestro